# Caprifolium
Genre
Caprifolium est un genre désuet de plantes à fleurs, le genre type de la famille des Caprifoliaceae et de la sous-famille des Caprifolioideae. Décrit et nommé en 1754 par le botaniste écossais Philip Miller, Caprifolium est synonyme de Lonicera,,,.

## Liste des espèces
D'après la World Checklist of Vascular Plants :
- Caprifolium acuminatum (Wall.) Kuntze
- Caprifolium adenocarpum Kuntze
- Caprifolium alpigenum (L.) Gaertn.
- Caprifolium alpinum Lam.
- Caprifolium altmannii (Regel & Schmalh.) Kuntze
- Caprifolium americanum (Mill.) Dum.Cours.
- Caprifolium amherstii Kuntze
- Caprifolium angustifolium (Wall. ex DC.) Kuntze
- Caprifolium arboreum (Boiss.) Kuntze
- Caprifolium asperifolium (Decne.) Kuntze
- Caprifolium atropurpureum K.Koch
- Caprifolium aucheri Kuntze
- Caprifolium balearicum Dum.Cours.
- Caprifolium biflorum (Desf.) Kuntze
- Caprifolium borbasianum Kuntze
- Caprifolium bournei Kuntze
- Caprifolium brachypodum G.Gordon
- Caprifolium bracteolare (Boiss. & Buhse) Kuntze
- Caprifolium bracteosum Michx.
- Caprifolium brandtii Kuntze
- Caprifolium bungeanum Kuntze
- Caprifolium caeruleum (L.) Lam.
- Caprifolium californicum (Torr. & A.Gray) Howell
- Caprifolium caucasicum (Pall.) Kuntze
- Caprifolium cerasinum Kuntze
- Caprifolium chamissoi Kuntze
- Caprifolium chrysanthum (Turcz. ex Ledeb.) Kuntze
- Caprifolium ciliatum (Muhl.) Kuntze
- Caprifolium ciliosum Pursh
- Caprifolium × coerulescens (Dippel) Kuntze
- Caprifolium confusum (DC.) G.Gordon
- Caprifolium conjugiale Kuntze
- Caprifolium cyrenaicum Kuntze
- Caprifolium decipiens Kuntze
- Caprifolium dentatum Raf.
- Caprifolium dimorphum Kuntze
- Caprifolium dioicum Schult.
- Caprifolium distinctum Moench
- Caprifolium douglasii Lindl.
- Caprifolium dumetorum Lam.
- Caprifolium dumosum Kuntze
- Caprifolium elisae Kuntze
- Caprifolium etruscum Schult.
- Caprifolium ferdinandi (Franch.) Kuntze
- Caprifolium flavescens (Dippel) Kuntze
- Caprifolium flavum (Sims) Elliott
- Caprifolium floribundum Kuntze
- Caprifolium fragrantissimum Kuntze
- Caprifolium fraseri Pursh
- Caprifolium fuschsioides Kuntze
- Caprifolium germanicum Font Quer
- Caprifolium germanicum Delarbre
- Caprifolium gibbiflorum (Rupr. & Maxim.) Kuntze
- Caprifolium glabratum Kuntze
- Caprifolium glaucescens Nieuwl. & Lunell
- Caprifolium glaucum Moench
- Caprifolium glehnii (F.Schmidt) Kuntze
- Caprifolium glutinosum (Vis.) Kuntze
- Caprifolium gracilipes Kuntze
- Caprifolium gratum (Aiton) Pursh
- Caprifolium gynochlamydeum Kuntze
- Caprifolium hellenicum (Boiss.) Kuntze
- Caprifolium hemsleyanum Kuntze
- Caprifolium henryi (Hemsl.) Kuntze
- Caprifolium heterophyllum (Decne.) Kuntze
- Caprifolium hirsutum Denson ex LoudON
- Caprifolium hirsutum Kuntze
- Caprifolium hispidulum Lindl.
- Caprifolium hispidum (sv) (Pall. ex Schult.) Kuntze
- Caprifolium hortense Lam.
- Caprifolium humile (Kar. & Kir.) Kuntze
- Caprifolium hypoglaucum (Miq.) Kuntze
- Caprifolium hypoleucum (Decne.) Kuntze
- Caprifolium ibericum (M.Bieb.) Kuntze
- Caprifolium implexum (Aiton) Dum.Cours.
- Caprifolium interruptum Greene
- Caprifolium involucratum (Richardson) Kuntze
- Caprifolium italicum Medik.
- Caprifolium japonicum (Thunb.) Dum.Cours.
- Caprifolium javanicum Blume
- Caprifolium karelinii (Bunge) Kuntze
- Caprifolium ledebourii Greene
- Caprifolium leianthum (Kurz) Kuntze
- Caprifolium leschenaultii (Wall.) Kuntze
- Caprifolium ligustrinum Kuntze
- Caprifolium linderifolium Kuntze
- Caprifolium loureiroi Blume
- Caprifolium maackii Kuntze
- Caprifolium macranthum D.Don
- Caprifolium magnevilleae Dippel
- Caprifolium maximowiczii Kuntze
- Caprifolium mexicanum Kuntze
- Caprifolium microphyllum Kuntze
- Caprifolium mollissimum (Blume ex Maxim.) Kuntze
- Caprifolium morrowii (A.Gray) Kuntze
- Caprifolium nervosum Kuntze
- Caprifolium nummularia Kuntze
- Caprifolium nummulariifolium (Jaub. & Spach) Kuntze
- Caprifolium oblongifolium Sweet
- Caprifolium obovatum Kuntze
- Caprifolium occidentale Lindl.
- Caprifolium olgae (Regel & Schmalh.) Kuntze
- Caprifolium orientale (Lam.) Kuntze
- Caprifolium ovatum Kuntze
- Caprifolium pallidum (Schur) Schur
- Caprifolium parviflorum Pursh
- Caprifolium parvifolium Kuntze
- Caprifolium periclymenum (L.) Delarbre
- Caprifolium phyllocarpum Kuntze
- Caprifolium pileatum (Oliv.) Kuntze
- Caprifolium pilosum Kunth
- Caprifolium pilosum Dippel
- Caprifolium praecox Kuntze
- Caprifolium proliferum G.Kirchn.
- Caprifolium pubescens Goldie
- Caprifolium × puniceum G.Kirchn.
- Caprifolium puniceum (G.Don) Kuntze
- Caprifolium purpurascens (Jacquem. ex Decne.) Kuntze
- Caprifolium pyrenaicum (L.) Lam.
- Caprifolium quercifolium Meigen
- Caprifolium quinqueloculare (Hardw.) Kuntze
- Caprifolium ramosissimum Kuntze
- Caprifolium reticulatum Kuntze
- Caprifolium roseum Lam.
- Caprifolium rotundifolium Moench
- Caprifolium rubrum Raf.
- Caprifolium rupestris Raf.
- Caprifolium rupicola Kuntze
- Caprifolium ruprechtianum (Regel) Kuntze
- Caprifolium schmitzianum Kuntze
- Caprifolium segreziense Kuntze
- Caprifolium semenovii (Regel) Kuntze
- Caprifolium semperflorens Dippel
- Caprifolium sempervirens (L.) Moench
- Caprifolium simile Kuntze
- Caprifolium spinosum (Decne.) Kuntze
- Caprifolium splendidum (Boiss.) Kuntze
- Caprifolium stabianum (Guss. ex Pasq.) Kuntze
- Caprifolium standishii (Carrière) Kuntze
- Caprifolium subspicatum Greene
- Caprifolium sullivantii (Alph.Wood) Kuntze
- Caprifolium sumatranum (Miq.) Kuntze
- Caprifolium sylvaticum Lam.
- Caprifolium syringanthum Kuntze
- Caprifolium tanguticum (Maxim.) Kuntze
- Caprifolium tartarinowii (Maxim.) Kuntze
- Caprifolium tataricum (L.) Kuntze
- Caprifolium tenuiflorum (Regel & C.Winkl.) Kuntze
- Caprifolium thomsonii Kuntze
- Caprifolium tomentellum Kuntze
- Caprifolium tragophyllum (Hemsl.) Kuntze
- Caprifolium tschonoskii Kuntze
- Caprifolium turcomanicum (Fisch. & C.A.Mey. ex Trautv.) Kuntze
- Caprifolium utahense (S.Watson) Kuntze
- Caprifolium venulosum (Maxim.) Kuntze
- Caprifolium vidalii (Franch. & Sav.) Kuntze
- Caprifolium vulgare Medik.
- Caprifolium xylosteum (L.) Gaertn.